# صلوات الثناء على سيد الأنبياء
صلوات الثناء على سيد الأنبياء، كتاب في الصلاة على النبي محمد من تأليف يوسف النبهاني، جمع فيه فضائل الصلاة على النبي محمد، ومجموعة من صيغ للصلاة على النبي.